# وادی طمیلات

کانال فراعنه، که به وادی طمیلات می‌ریزد

وادی طمیلات دره رودخانه خشک (وادی یا رود فصلی) به طول ۵۰ کیلومتر (۳۱ مایل) در شرق دلتای نیل است. در پیشاتاریخ، این یکی از شاخابه‌های رود نیل بود. این شهر در نزدیکی شهر مدرن زقازیق و شهر باستانی تپه بسطه آغاز می‌شود و از شرق به منطقه اسماعیلیه مدرن می‌رود.